# Многоточково впръскване
Многоточковото впръскване (на английски: multi-point injection, MPI) е система за бензинови двигатели, при която дозирането на горивото се извършва от впръскващи дюзи към всмукателния колектор на всеки цилиндър индивидуално. Това я отличава от моноинжекциона, при който горивото се впръсква в общата част на всмукателния колектор от една дюза. Индивидуалното впръскване по цилиндри, както и по-голямата близост до всмукателния клапан позволява по-фино регулиране на процеса, и като резултат по-голяма мощност при по-добра икономия на гориво и по-малко вредни емисии.